# Isabel (film)
Pour les articles homonymes, voir Isabel.
Pour plus de détails, voir Fiche technique et Distribution.
Isabel est un film canadien écrit, réalisé et produit par Paul Almond, sorti en 1968.

## Synopsis
Isabel (Geneviève Bujold) est appelée au chevet de sa mère mourante et retourne à la ferme familiale en Gaspésie. Elle arrive trop tard et son viel oncle Matthew (Gerard Parkes) la supplie de demeurer à la ferme pour l'aider. Isabel finit par accepter. Elle se retrouve alors hantée par son passé (violence domestique, inceste, les morts accidentelles de son grand-père, son père et son frère) dans une maison remplie de sons et d'images morbides. 

## Commentaire
Isabel est le premier film d'une trilogie réalisée par Paul Almond mettant en vedette son épouse du moment Geneviève Bujold. Il fut l'un des premiers films canadien à être choisi par un géant d'Hollywood, Paramount Pictures, pour sa distribution.